# Десна (Чернігівський район)
Десна — селище в Україні, адміністративний центр Деснянської селищної громади Чернігівського району Чернігівської області.

## Історія
Селище засноване 1 листопада 1959 року, коли до населеного пункту Виповзове була передислокована з Білої Церкви 112-а гвардійська стрілецька Звенигородська Червонопрапорна ордена Суворова дивізія Київського військового округу. 
У 1960 році село отримало статус селище.
4 вересня 2015 року Постановою Кабінету Міністрів України Деснянська селищна рада об'єднана з Деснянською селищною громадою.
17 липня 2020 року, в результаті адміністративно-територіальної реформи та ліквідації Козелецького району, смт Десна увійшло до складу Чернігівського району.
17 травня 2022 року, в ході російського вторгнення в Україну, селищу завдано ракетний удар, жертвами якого стали 87 осіб.
25 червня 2022 року завдано масованого ракетного удару, внаслідок якого зруйновано Алею Героїв, що знаходилась в центрі селища.

## Політика

### Парламентські вибори, 2019
На позачергових парламентських виборах 2019 року у селищі функціонували 5 окремих виборчих дільниць № 740309–740313.
Результати
- зареєстровано 8082 виборці, явка 58,08%, найбільше голосів віддано за «Слугу народу» — 55,67%, за «Опозиційну платформу — За життя» — 8,63%, за «Європейську Солідарність» — 7,22%[4]. В одномандатному окрузі найбільше голосів отримав Дмитро Пахомов (Слуга народу) — 18,72%, за Бориса Приходька (самовисування) — 16,46%, за Романа Борсука (самовисування) — 13,51%[5].

## Символіка
26 березня 2010 року рішенням сесії селищної ради було затверджено герб і хоругву селища. Герб: на червоному полі два золоті мечі вістрям догори в косий хрест; зліва — зелений боковик, відділений хвилястою срібною облямівкою. Щит обрамований декоративним картушем і увінчаний срібною міською короною з трьома вежками. Автори — М. Слободянюк та 3. Галишинець, комп'ютерний дизайн — Р. Крупа.
Хвиляста срібна облямівка символізує річку Десну, на березі якої розташоване селище. Червоне поле з мечами означає навчальний центр Сухопутних військ Збройних Сил України, який займає більшу частину території селища. Зелений боковик символізує ліси, розташовані поруч із селищем.

## Населення

### Чисельність населення
| 1979 | 1989 | 2001 | 2016 | 2022 |
| ---- | ---- | ---- | ---- | ---- |
| 5700 | 6844 | 7173 | 7572 | 7297 |

### Мова
Розподіл населення за рідною мовою за даними перепису 2001 року:
| Мова            | Кількість | Відсоток |
| --------------- | --------- | -------- |
| українська      | 5987      | 83.38%   |
| російська       | 1108      | 15.43%   |
| білоруська      | 13        | 0.18%    |
| румунська       | 3         | 0.04%    |
| вірменська      | 2         | 0.03%    |
| угорська        | 1         | 0.01%    |
| болгарська      | 1         | 0.01%    |
| грецька         | 1         | 0.01%    |
| інші/не вказали | 64        | 0.91%    |
| Усього          | 7180      | 100%     |

## Визначне місце
- Музей

## Особистості
- Грановський Андрій Олександрович (1971—2014) — український військовик.
- Соснюк Віктор Володимирович (1973—2015) — український військовик.
- Тищенко Андрій Іванович (1976—2014) — український військовик.
- Тітова Світлана Вікторівна (нар. 1965) — український картограф.
- Лоскот Євген Олександрович (1983—2014) — український військовик.
- Чирцов Олександр Семенович (1977—2015) — український військовик.
- Чижиков Сергій Григорович (нар. 1966) — український військовослужбовець, капітан Збройних сил України, учасник російсько-української війни, Лицар ордена Богдана Хмельницького III ступеня.